# عصابة حمادة وتوتو (فلم)
عصابة حمادة وتوتو فيلم مصري أنتج سنة 1982 وهو بطولة كل من عادل إمام في دور حمادة ولبلبة في دور توتو، ولاقى هذا الفيلم نجاحاً كبيراً. وهو من إخراج محمد عبد العزيز. يجدر القول بأن الفيلم مقتبس عن فيلم أمريكي اسمه Fun with Dick and Jane إنتاج 1977.

## قصة الفيلم
حيث أن الفيلم يحكي عن قصة مهندس يعمل في شركة، حيث يقوم مدير الشركة بسرقة مشروعه السياحي المبشر بالأرباح ثم يبقى في عيشه على راتبه ثم يمل ليستقيل في ذهنه أحلام الغنى الوردية. يبدأ خطته بشتيمه مدير شركته ثم يبدأ مع زوجته بتخطيط عمليات السرقة والتي تجر له الغنى حين بعد حين وينهى عملياته بسرقة مدير شركته ووجود أوراق تدين مدير الشركة بحياز أموال غير مشروعة وينتهى الفيلم بتنويه يذكر أن بطلي الفيلم قد ألقي القبض عليهما في سرقة لاحقة ليحكم عليهما بالسجن لاحقا عدة سنوات.

## أبطال فيلم عصابة حمادة وتوتو
- عادل إمام
- لبلبة
- صلاح نظمي
- فؤاد خليل
- سامي عطايا
- علي الشريف
- محمد متولي
- سامي العدل
- محمود الزهيري
- يوسف عيد
- رشوان مصطفى
- سلامة إلياس
- نصر سيف
- سعيد طرابيك
- إبراهيم قدري
- شريف محسن
- أحلام شلبي
- محمد شوقي
- عبد الحميد المنير
- سيد علام
- صالح العويل
- طوسون معتمد
- محمد أبو حشيش
- مطاوع عويس